# Skull & Bones (álbum)
Skull & Bones es el quinto álbum de estudio de la banda latina de hip hop Cypress Hill. Fue lanzado el 25 de abril del 2000, y se trató de un disco doble, dividido en uno de hip hop (Skull) y otro de nu metal y rap metal (Bones).

## Información del álbum
El disco cuenta con colaboraciones de Everlast, Eminem, N.O.R.E., Christian Olde Wolbers, Dino Cazares de Fear Factory, Brad Wilk de Rage Against the Machine y Chino Moreno de Deftones.
Para promocionar el álbum, Cypress Hill fue parte de una gira junto a The Offspring y MxPx. La canción "(Rock) Superstar" fue un éxito en estaciones radiales de rap y de rock, y llegó a ser tocada en vivo por la banda junto a Slash, Duff McKagan y Matt Sorum de Guns N' Roses.

## Lista de canciones
Disco 1 (Skull)

| N.º   | Título                | Escritor(es)                          | Productor(es) | Duración |  |
| 1.    | «Intro»               | Muggerud                              | B-Real        | 1:52     |  |
| 2.    | «Another Victory»     | Freese, Muggerud                      |               | 3:11     |  |
| 3.    | «(Rap) Superstar»     | Correa, Freese, Muggerud, Reyes, Wilk |               | 4:15     |  |
| 4.    | «Cuban Necktie»       | Freese, Muggerud                      |               | 4:13     |  |
| 5.    | «What U Want from Me» | Freese, Muggerud, Reyes               |               | 4:13     |  |
| 6.    | «Stank Ass Hoe»       | Freese, Muggerud                      |               | 5:10     |  |
| 7.    | «Highlife»            | Freese, Muggerud, Reyes               |               | 3:53     |  |
| 8.    | «Certified Bomb»      | Freese, Muggerud, Reyes               |               | 4:03     |  |
| 9.    | «Can I Get a Hit»     | Freese, Muggerud                      |               | 2:47     |  |
| 10.   | «We Live This Shit»   | Freese, Muggerud, Reyes               |               | 4:20     |  |
| 11.   | «Worldwide»           | Freese, Muggerud, Reyes               |               | 2:45     |  |
| 40:56 |                       |                                       |               |          |  |

Disco 2 (Bones)

| Bones (Disc 2) |                                                      |                                          |          |  |
| N.º            | Título                                               | Escritor(es)                             | Duración |  |
| 1.             | «Valley of Chrome»                                   | Freese, Muggerud, Reyes                  | 4:04     |  |
| 2.             | «Get Out of My Head»                                 | Freese, Muggerud                         | 3:31     |  |
| 3.             | «Can't Get the Best of Me»                           | Correa, Freese, Muggerud, Reyes, Wilk    | 4:15     |  |
| 4.             | «A Man»                                              | Correa, Fleener, Freese, Reyes, Zambrano | 3:08     |  |
| 5.             | «Dust»                                               | Cypress Hill, Fleming, Freese            | 3:56     |  |
| 6.             | «(Rock) Superstar» (feat. Chino Moreno and Everlast) | Freese, Muggerud, Reyes                  | 4:37     |  |